# Korçë prefektur
Korca prefektur (alb. Qarku i Korçës) är en av Albaniens tolv prefekturer. Den bestod fram till 2014 av distrikten Devoll, Kolonjë, Korçë och Pogrades med Korca som residensstad.
Korca prefektur är sedan 2014 indelad i kommunerna Devoll, Kolonjë, Korçë, Maliq, Pogradec och Pustec.
Orter i Korca prefektur Baban, Bickë, Bilisht, Cerjë, Dardha, Diellas, Erseka, Goricë e Madhe, Gorica e Vogël, Kallamas, Korça, Leskovik, Pogradec  och Voskopoja.
| Kommuner | Admistrativa enheter i kommunen                                                     | Tidigare distrikt |
| -------- | ----------------------------------------------------------------------------------- | ----------------- |
| Devoll   | Bilisht, Hoçisht, Miras, Progër, Qendër Bilisht                                     | Devoll            |
| Kolonjë  | Barmash, Çlirim, Ersekë, Leskovik, Mollas, Novoselë, Qendër Ersekë, Qendër Leskovik | Kolonjë           |
| Korçë    | Drenovë, Korçë, Lekas, Mollaj, Qendër Bulgarec, Vithkuq, Voskop, Voskopojë          | Korçë             |
| Maliq    | Gorë, Libonik, Maliq, Moglicë, Pirg, Pojan, Vreshtas                                | Korçë             |
| Pogradec | Buçimas, Çërravë, Dardhas, Pogradec, Proptisht, Trebinjë, Velçan, Udenisht          | Pogradec          |
| Pustec   | Pustec                                                                              | Korçë             |